# جون ستون (كاتب)
جون ستون (بالإنجليزية: John Stone)‏ هو منتج أفلام وكاتب سيناريو أمريكي، ولد في 12 سبتمبر 1888 في نيويورك في الولايات المتحدة، وتوفي في 3 يونيو 1961 في لوس أنجلوس في الولايات المتحدة.

## وصلات خارجية
- جون ستون على موقع IMDb (الإنجليزية)
- جون ستون على موقع تيرنر كلاسيك موفيز (الإنجليزية)
- جون ستون على موقع أول موفي (الإنجليزية)
- جون ستون على موقع قاعدة بيانات الفيلم (الإنجليزية)